# Honda VFR 750F
Honda VFR 750F – jest to motocykl sportowo-turystyczy firmy Honda produkowany od 1986 roku. Wywodzi się ze wspólnego dla  VFR 750 i VFR 800 słynnego protoplasty VF 750 w którym to po raz pierwszy Honda zdecydowała się na zastosowanie rewolucyjnego silnika V4. VF 750 pomimo problemów z systemami rozrządu w pierwszych modelach, stał się bardzo popularnym motocyklem klasy średniej, a Hondzie posłużył za doskonałą bazę do budowy doskonałej sportowej maszyny końca lat 80. Honda VFR wraz ze swymi późniejszymi wcieleniami nie schodzi z linii produkcyjnych japońskiego koncernu.

## Historia
VFR debiutował w  wyścigowej klasie Superbike która, obejmowała motocykle o pojemności skokowej silnika do 750 cm³ i była tym, czym dziś jest klasa "1000". Był to idealny sprzęt do ścigania się po torze, którego teraźniejszym ekwiwalentem są takie konstrukcje jak R1 czy też GSXR1000.
W drugiej połowie lat 90. konstruktorzy Hondy doszli do wniosku, że VFR 750 nie da rady dłużej utrzymać się na topie wśród motocykli sportowych. Pojawienie na rynku GSXR750 w 1996 roku było dobitnym sygnałem, że niedostatku mocy i nadmiaru masy nie da się dalej kompensować niezawodnością i bardzo wysoką jakością wykonania. Receptą na rozwiązanie tego problemu, podobnie jak w przypadku wielu innych motocykli stricte sportowych, stało się przekształcenie sportowca w pojazd do szybkiej turystyki, którym w razie potrzeby można się także wyszaleć na torze wyścigowym. Jako że regulamin wyścigów Superbike już nie odnosił się do VFR pojemność silnika została w 1998 roku zwiększona do 781 cm³, a sam motocykl został przekonstruowany pod kątem wykorzystania do dalekiej turystyki. Od tamtej chwili VFR 800 produkowany jest po dziś dzień i do chwili obecnej cieszy się niesłabnącym uznaniem wśród motocyklistów na całym świecie.